# ディミトリー・ピーサレフ

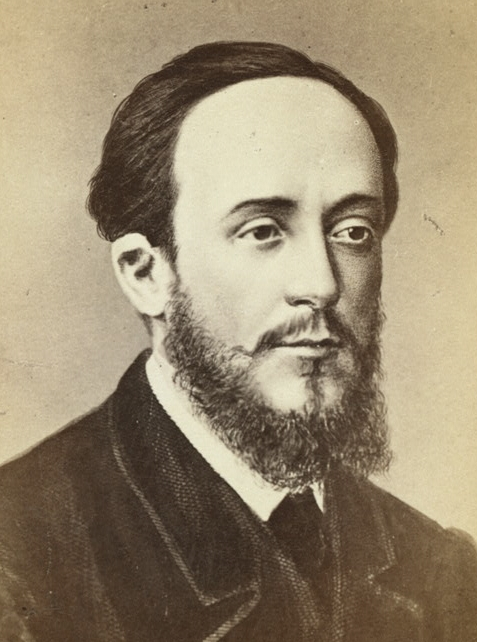
D.ピーサレフ

ディミトリ・イヴァノヴィッチ・ピーサレフ（ロシア語: Дми́трий Ива́нович Пи́сарев, ラテン文字転写: Dmitry Ivanovich Pisarev、1840年10月14日 - 1868年7月16日）は、19世紀ロシアの文芸批評家。

## 生涯
イェレツキー郡ズナメンスコイェ村（現在のオリョール）の富裕な地主の家に生まれる。1856年から1861年までペテルブルク大学の言語学科に学び、1859年から雑誌『夜明け Рассвет』に寄稿し、1861年から『ロシアの言葉 Русское слово』の指導的な批評家として活動。翌年、反動的な政治パンフレットを批評した論文『シェド・フェロッチの保護を受けるロシア政府 Русское правительстово подпокровительством Шедо Ферроти』においてロマノフ王朝の打倒を呼びかけ、仲間の秘密印刷所でそれを印刷することに承諾を与えた。印刷所が摘発されたために逮捕され、1865年までペトロパヴロフスク要塞に監禁された。獄中でも執筆を許可され、後に有名になる論文の大部分はこの期間に書かれた。出獄したときには彼の健康は損なわれており、バルト海沿岸に保養、水泳中に溺死した。

## 思想
文芸評論家としてのピーサレフの立場は、チェルヌイシェフスキーやドブロリューボフをさらに急進的にしたものであり、人民の福祉に直接役立たない文化遺産を性急に否定した。そのような立場はプーシキンの権威を批判し、『美学の破壊』という論文でペテルブルクの料理頭の方がラファエロよりも有用な社会の一員であると主張するなど、極端な形で表され、「芸術のための芸術」を認めなかった。
ピーサレフはロシアでは初めてダーウィンの進化論、コントの社会学を紹介した人物でもある。彼の理想の人物像は「考えるリアリスト」、ツルゲーネフがその作中人物のバザーロフで表現したような、科学的に教育され理性以外のどんな権威にも従わない「ニヒリスト」である。ピーサレフは自然科学をより進歩的で民主主義的現象であり、芸術崇拝は本質的に時代遅れの現象であるという見解をロシアで流行させた。
しかし一方、レーニンはその著作『何をなすべきか？ Что делать?』の中で、「夢想が諸事件の自然な歩みを追い越す場合、夢想は何の弊害もない。…人間がそのような夢想の能力をまったく欠いていたとしたら、芸術・科学・実際生活などの分野でどういう動機が人間を刺激するのか、私にはまったく考えることができない」というピーサレフの言葉を引用している。既成の権威や道徳を破壊することをめざしていたピーサレフが、夢想する必要をも説いていたことになる。

## 著作
- 『19世紀のスコラ学』（1861）
- 『バザーロフ Базаров』（1862）
- 『リアリスト Реалисты』（1864）
- 『美学の破壊 Разрушение эстетики』（1865）
- 『プーシキンとベリンスキー Пушкин и Белинский』（1865）
- 『生活のための闘い Борьба за жизнь』（1867）

### 日本語訳
- 金子幸彦・訳『生活のための闘い』(1952年、岩波文庫)